# Stoppino

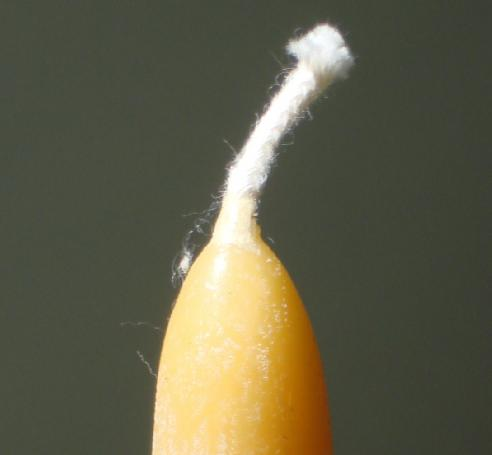
Immagine di stoppino

Lo stoppino (termine derivato da stoppa) o lucignolo è un filo intrecciato di fibra tessile, spesso di cotone, impiegato nelle candele e nelle lampade. Tramite capillarità trasporta il carburante (cera liquida, nel caso di una candela), verso la fiamma: quando questo arriva nell'immediata vicinanza della fiamma vaporizza e, reagendo con l'ossigeno (comburente) presente nell'aria la alimenta.
Molti stoppini sono impregnati di cera (ad oggi è la paraffina la più impiegata), in modo da facilitarne l'accensione. La fibra che compone lo stoppino può essere trattata con sostanze che la rendono più resistente alle fiamme, per evitare che si consumi troppo in fretta.
Gli stoppini possono avere un'anima di metallo, in passato veniva impiegato il piombo, ma il rischio di intossicazione dovuto all'impiego di questo metallo ha fatto preferire altre soluzioni, come lo zinco.
Il diametro e la forma dello stoppino influenzano la velocità della fiamma e devono essere valutati anche in base alla forma e dimensione della candela. Uno stoppino di diametro elevato o troppo lungo creerà una fiamma di dimensioni maggiori, con più veloce scioglimento della cera, mentre uno stoppino troppo corto potrebbe causare lo spegnimento della fiamma. In passato gli stoppini venivano tagliati con apposite forbici, mentre al giorno d'oggi sono progettati in modo da consumarsi con l'avanzare della fiamma.

## Tipi di stoppino
Gli stoppini a volte sono intrecciati piattamente, in modo che mentre bruciano si arricciano anche nella fiamma, rendendoli così auto-consumanti. Le dimensioni dello stoppino determinano la quantità di carburante portata nella fiamma. Prima dell'introduzione di questi stoppini, venivano utilizzate forbici speciali per tagliare lo stoppino in eccesso senza spegnere la fiamma.
Gli stoppini di grande diametro in genere producono una fiamma più grande, una vasca più grande di cera fusa e una candela che brucia più velocemente.
Nei lumini, lo stoppino è legato a un pezzo di metallo per impedirgli di galleggiare sulla parte superiore della cera fusa e bruciare prima che lo faccia la cera. Le candele progettate per galleggiare nell'acqua richiedono non solo un laccio per lo stoppino, ma anche un sigillo sul fondo della candela per impedire allo stoppino di assorbire l'acqua e spegnere la fiamma.
Gli stoppini possono essere fatti di materiale diverso da spago o corda, come legno e (storicamente) anche amianto, sebbene siano rari. Il cotone dei tamponi può essere utilizzato come stoppino per le lampade a olio in situazioni di sopravvivenza nella natura selvaggia.

### Tipi di stoppino specifici[5]
- Stoppini con nucleo in zinco: i più popolari e il nucleo consente allo stoppino di stare dritto
- La serie CD assorbe gli stoppini piatti intrecciati con carta intrecciata al suo interno e favorisce una combustione massima e uniforme
- Stoppini della serie ECO: realizzati per cere naturali e dotati di arricciatura controllata dello stoppino che consente l'auto-rifinitura
- Stoppini della serie HTP: stoppini intrecciati senza nucleo e arricciatura della parte superiore dello stoppino che consente una combustione completa
- Stoppini della serie LX: stoppini intrecciati piatti trattati chimicamente con una cera ad alto punto di fusione e che riducono fumo e fuliggine
- Stoppini in legno: relativamente nuovi nella produzione di candele e potrebbero essere di legno tenero o duro

## Storia dello stoppino
Le candele con stoppino iniziarono ad essere utilizzate inizialmente dagli antichi egizi nel 3000 a.C. Si presumeva che le candele con stoppino fossero realizzate con cere provenienti da piante e animali disponibili in questo periodo di tempo.
Durante questo periodo, i cinesi usavano la carta di riso per creare stoppini e ricavavano cera da insetti e semi.

## Rinforzi
Gli irrigidimenti vengono utilizzati per dirigere lo stoppino in modo che rimanga verticale in modo che il carburante possa raggiungere la fiamma. Ciò offre due vantaggi: rende lo stoppino più rigido, lasciandolo più lontano dalla cera liquida, e conduce il calore verso il basso, sciogliendo la cera più facilmente. Quest'ultimo è particolarmente importante nelle candele fatte di cera più dura.
Un tempo gli irrigidimenti erano fatti di piombo, ma negli Stati Uniti sono stati vietati per diversi anni dalla Consumer Product Safety Commission, a causa delle preoccupazioni sull'avvelenamento da piombo. Nello stoppino è possibile includere fili sottili (come il rame). Possono essere utilizzati anche altri rinforzi del nucleo, come carta e fibre sintetiche. Il 20 febbraio 2001, Public Citizen, National Apartment Association e National Multi Housing Council hanno presentato una petizione al CPSC per vietare gli stoppini per candele contenenti nuclei di piombo e candele con tali stoppini. Il divieto di produrre, importare o vendere candele negli Stati Uniti con gli stoppini di piombo sono entrati in vigore nell'ottobre 2003.

## Pretrattamenti degli stoppini
Praticamente tutti gli stoppini vengono trattati con varie soluzioni resistenti alla fiamma in un processo noto come mordenzatura. Senza quest'ultimo lo stoppino verrebbe distrutto dalle fiamme e il flusso della cera fusa verso la fiamma cesserebbe. Oltre a ciò, gli stoppini possono essere trattati con sostanze per migliorare il colore e la luminosità della fiamma, fornire una migliore rigidità per mantenere lo stoppino fuori dalla cera fusa e migliorare il flusso della cera sullo stoppino. I trattamenti comuni sono borace e sale che vengono sciolti nell'acqua in cui sono immersi gli stoppini. Essi possono anche essere pretrattati con cera di paraffina.

## Galleria d'immagini

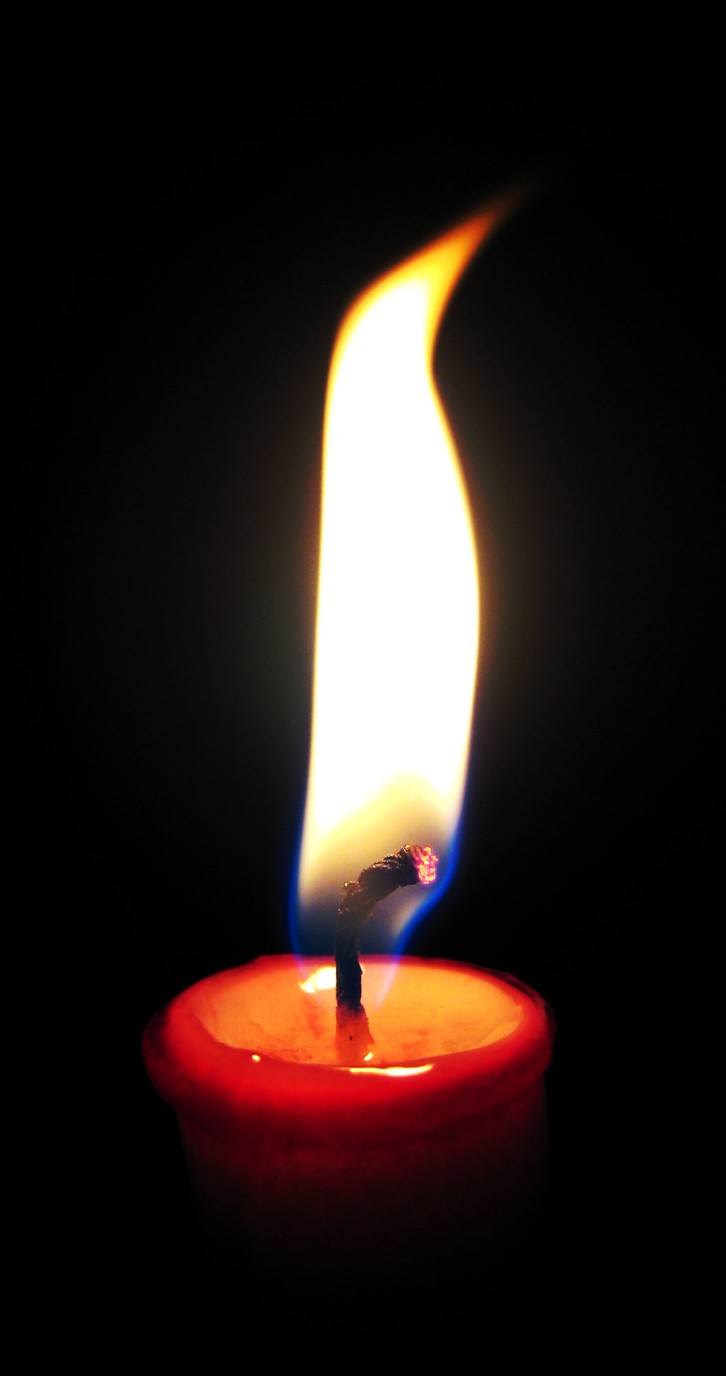
Un'immagine ravvicinata della fiamma una candela, che mostra lo stoppino e le varie regioni della fiamma.
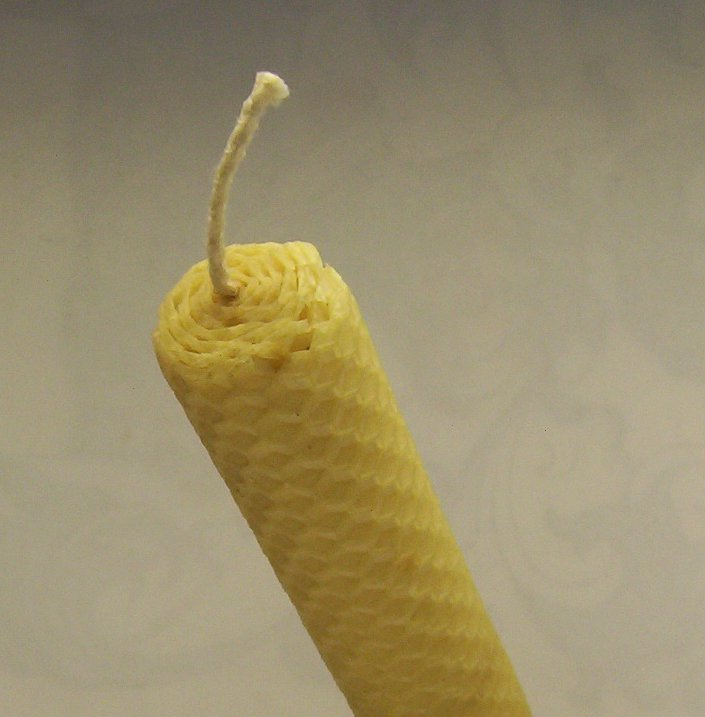
Candela spenta con stoppino.
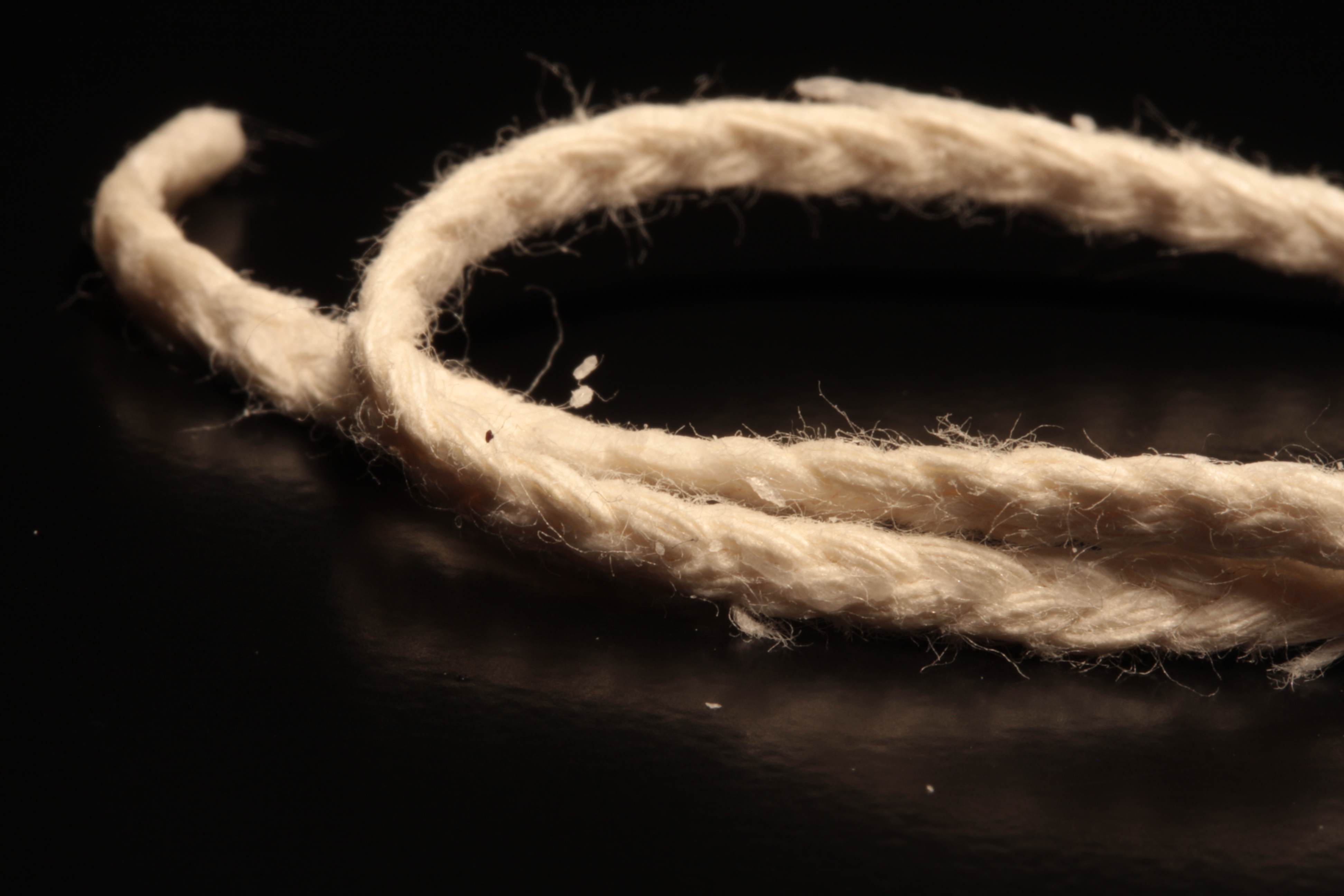
Stoppino di una candela ingrandito.
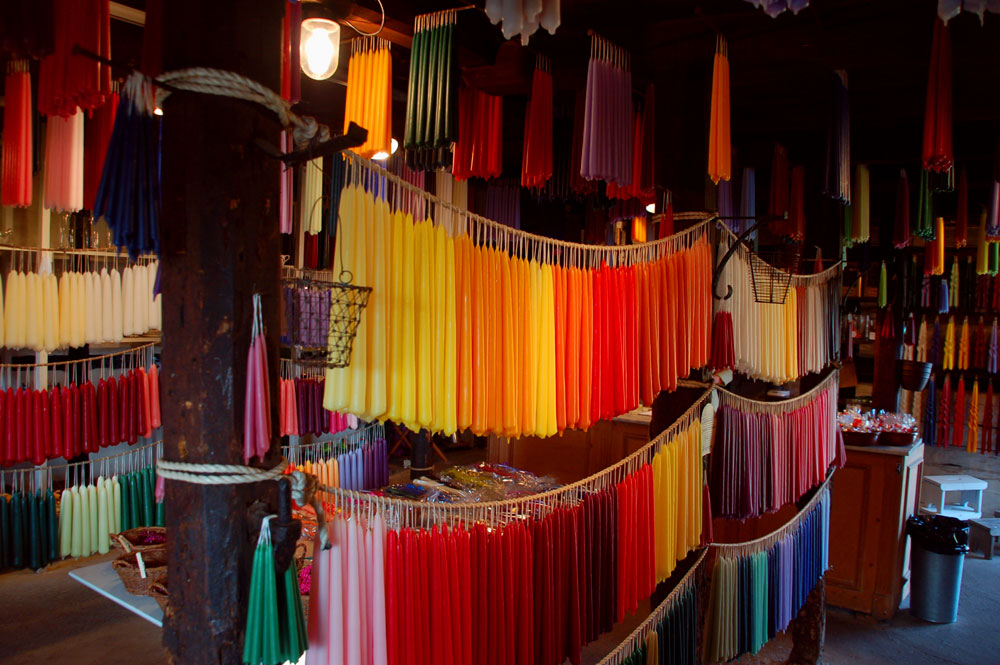
Candele appese per gli stoppini in un negozio in Danimarca.